# Chromebox
Chromebox là máy tính cá nhân chạy hệ điều hành Chrome OS của Google. Thiết bị này là một biến thể máy tính để bàn của máy tính xách tay Chromebook.  Thiết bị được giới thiệu vào tháng 5 năm 2012.

## Chức năng
Chromebox, cũng như các thiết bị chạy Chrome OS khác, chủ yếu hỗ trợ ứng dụng web, vì vậy phải dựa vào kết nối mạng cho các tính năng của phần mềm và lưu trữ dữ liệu. Kết nối đó có thể thông qua mạng cục bộ, không dây, hay là cổng Ethernet.